# Beleg van Rijsel (1667)
Het Beleg van Rijsel was de belegering van de Vlaamse stad Rijsel (Lille) in 1667 tijdens de Devolutieoorlog. Het was het enige grote beleg van de oorlog.

## Aanloop
Met het excuus dat Spanje bleef wachten met het uitbetalen van de bruidsschat van Maria Theresia van Oostenrijk meende Lodewijk XIV van Frankrijk op grond van het devolutierecht aanspraak te kunnen maken op de Spaanse Nederlanden. Zodoende viel het Franse leger onder leiding van maarschalk Turenne van 30.000 man de Zuidelijke Nederlanden binnen in 1667. Vele steden vielen relatief snel maar Rijsel bleef zich lang verzetten.

## Beleg
Bij het Beleg van Rijsel stonden de aanvallers onder het commando van ingenieur Sébastien Le Prestre de Vauban. De verdediging werd geleid door de plaatselijke, Waals-Vlaamse edelman Philippe Spinola, graaf van Bruwaey en baron van Ardres. Als generaal van het Leger van Vlaanderen was hij sinds 1665 stadhouder van Rijsel en Namen. De Franse cavalerie sloot de stad in op 10 augustus en begon vervolgens met het aanleggen van een circumvallatielinie over een lengte van 25 kilometer. Op 10 september arriveerde Lodewijk XIV samen met zijn hovelingen bij het beleg. Op 21 september begon het bombardement van de stad. Vervolgens vielen de Franse soldaten twee dagen lang de bedekte wegen van de stad aan waarop het Zuid-Nederlandse garnizoen zich overgaf op 28 september.

## Nasleep
Het garnizoen kreeg toestemming om zich met wapens en al terug te trekken naar Ieper. In 1668 sloot Lodewijk XIV de Vrede van Aken met de Triple Alliantie en werd Rijsel officieel toegekend aan Frankrijk. Enkele jaren later werd Rijsel de hoofdstad van de Franse provincie Vlaanderen.